# Unie van Nederlandsche Fascisten
De Unie van Nederlandsche Fascisten (UNEFA) was een Nederlandse fascistische politieke partij. Zij werd op 7 maart 1933 te Den Haag opgericht door Gerard Henri Ekering (Den Haag, 10 januari 1902). Vanaf juli 1933 gaf de UNEFA tweewekelijks het tijdschrift De Aanval uit. Dit blad stond onder redactie van W.A. Ruysch. Het is niet duidelijk of de UNEFA wellicht dezelfde organisatie is als de Nederlandsche Fascisten Unie (NFU) - ook het tijdschrift van de NFU heette De Aanval.
 Portaal: Fascisme en nationaalsocialisme in Nederland · Fascisme · Nationaalsocialisme